# Saw III
Saw III, auch Saw III – Hast du das Leben verdient? ist ein Horror-Splatterfilm aus dem Jahr 2006 von Regisseur Darren Lynn Bousman und Teil der Saw-Reihe.

## Handlung
Der Film beginnt im alten, zerfallenen Badezimmer, in dem Detective Eric Matthews am Ende des zweiten Teils eingesperrt und angekettet worden ist. Der einzige Weg sich zu befreien wäre, sich wie ein früheres Opfer in dem Raum seinen Fuß abzusägen, um den Fesseln zu entkommen. Er zertrümmert sich stattdessen seinen Fuß mit dem Deckel des Spülkastens der Toilette, bricht ihn sich noch einmal und kann so seinen Fuß aus der Fessel befreien. Dann humpelt er Amanda hinterher, die ihn in dem Badezimmer eingesperrt hatte. Er versucht sie in einem brutalen Kampf zu überwältigen, schafft es aber nicht und bleibt im Gang liegen, wobei nicht ersichtlich ist, ob er stirbt oder nicht.
Währenddessen findet seine Kollegin Kerry, die gemeinsam mit den Detectives Rigg und Hoffman auf der Suche nach Eric ist, ein weiteres Mordopfer namens Troy. Dieses Opfer hatte keinerlei Chance seiner Falle zu entkommen: Er war an mehreren Ketten befestigt. Eine Kette davon führte durch seinen Unterkiefer. Aber selbst wenn er es geschafft hätte, diesen Ketten zu entkommen, was er auch versucht hat, hätte er nicht überleben können, weil die Türen des Raumes zugeschweißt waren. Er wurde letztendlich durch eine Explosion getötet.
Bis zu dem Zeitpunkt halten alle Jigsaw für den Killer. Jedoch ist bei dieser Falle auffällig, dass Troy auch bei Bestehen der Aufgabe keine Chance auf Überleben gehabt hätte. Kerry schließt daraus, dass Jigsaw für diesen Mord nicht verantwortlich sein kann.
Als Kerry in ihre Wohnung zurückkehrt, wird sie überwältigt und findet sich selbst in einer von Jigsaws Fallen wieder. Ihr Brustkorb wurde in eine Apparatur eingefasst, die scheinbar mit einem Schlüssel entschärft werden kann, der sich jedoch in einem mit Säure gefüllten Glas befindet. Auf einem Bildschirm wird ihr gesagt, sie habe eine Minute Zeit, sich zu befreien, solle sich jedoch beeilen, da die Säure den Schlüssel bald vollständig aufgelöst haben wird. Sie versucht, an den Schlüssel zu gelangen, fasst in das Glas – wodurch ihre Hand verätzt wird – und öffnet das dazugehörige Schloss. Dieses hatte jedoch keinerlei Funktion, wodurch die anfängliche Hoffnung, überleben zu können, zerstört wird. Kurz bevor die Apparatur aufschnappt, betritt Amanda, Jigsaws Gehilfin (siehe Teil 2), den Raum. Kerry muss zu spät erkennen, dass Amanda hinter den Morden steckte. Daraufhin schnappt die Falle auf und ihr Brustkorb wird auseinandergerissen.
Wenig später wird die Ärztin Lynn von Amanda entführt und zu Jigsaw gebracht, der im Sterben liegt. Lynn soll Jigsaw in der Zeit am Leben erhalten, in der Lynns Ehemann Jeff – von dessen Entführung durch Amanda Lynn nichts weiß – eine Reihe von Tests absolvieren muss.
Lynn trägt eine Art Halskrause, die mit einem Sensor ausgestattet ist und beim Tod Jigsaws fünf Schrotpatronen direkt auf ihren Kopf abfeuert.
Jeff wurde ausgewählt, weil er den Verlust seines Sohnes – welcher bei einem Verkehrsunfall ums Leben kam – nicht verkraftet hat und seitdem einerseits massive Rachegelüste hegt und sich andererseits kaum mehr um seine jüngere Tochter kümmert. Bei den Tests wird er mit den Personen konfrontiert, die in Zusammenhang mit dem Unfall und dem darauffolgenden Gerichtsprozess stehen.
Dies sind in chronologischer Reihenfolge:
- die einzige Augenzeugin des Unfalls von Jeffs Sohn, die eine Aussage vor Gericht verweigerte
- der zuständige Richter, der den Unfallverursacher lediglich zu 6 Monaten Haft verurteilte
- der Verursacher des Verkehrsunfalls selbst

Er wird dabei stets vor die Wahl gestellt, ihnen zu vergeben und sie aus Jigsaws Apparaturen zu retten oder ihren Tod in Kauf zu nehmen. Jeff versucht jedes Mal, die Personen zu retten, entscheidet sich dafür aber meist zu spät.
Die Augenzeugin hängt nackt, an den Armen aufgehängt, in einem Kühlraum und wird mit Sprühwasser bespritzt, welches binnen Sekunden gefriert, da die Temperatur in dem Raum weit unter dem Gefrierpunkt liegt. Jeff hat die Wahl, den Schlüssel, der hinter einem Gitter ist, zu holen oder die Augenzeugin erfrieren zu lassen. Er entscheidet sich, den Schlüssel zu holen, steckt die Arme durch die Gitterstäbe, sein Arm wird aber ebenfalls angesprüht und er zieht ihn zurück. Danach schnappt er sich den Schlüssel, jedoch zu spät. Die Frau ist bereits eingefroren. Jeff verlässt den Raum.
Der Richter liegt mit einer Halsfessel in einem Bottich, in den nach und nach zerhäckselte und anfänglich verwesende tote Schweine gespült werden, sodass er zu ertrinken droht. Um an den Schlüssel für die Halsfessel zu kommen, muss Jeff die Andenken an seinen Sohn in einem Ofen verbrennen, in dem auch der Schlüssel ist. Nach einigem Überlegen verbrennt er die Spielsachen und Fotos des Sohnes, bekommt den Schlüssel und rettet den Richter in letzter Sekunde.
Der Unfallverursacher wurde an eine Apparatur befestigt, die einem Kreuz von einer Kreuzigung ähnelt und nach und nach seine Gelenke verdreht: zuerst die Arme, dann die Füße und zuletzt das Genick. Der Schlüssel, um ihn zu befreien, hängt am Abzug einer Schrotflinte. Sobald er am Schlüssel zieht, würde Jeff somit den Abzug aktivieren. Er entscheidet sich nach langem Zögern, dem Unfallverursacher zu vergeben, und löst den Schlüssel vom Seil, an dem er befestigt ist, jedoch hätte er daran ziehen sollen, um zu zeigen, dass er sogar eine Kugel für das Leben des Unfallverursacher auf sich genommen hätte. So wird der Richter, der in der Schussbahn steht, getroffen und stirbt. Jeff hat den Schlüssel, schafft es jedoch nicht mehr, den Mann zu retten.
Nachdem er die Tests überstanden hat, findet Jeff eine Pistole und gelangt in den Raum, in dem sich Jigsaw, Amanda und Lynn befinden. In diesem Moment schießt Amanda aus Eifersucht auf Lynn. Jeff schießt daraufhin Amanda in den Hals. Im Sterben erfährt Amanda von Jigsaw, dass er mit dem ganzen Test Amanda prüfen und herausfinden wollte, ob sie fähig wäre, die Regeln einzuhalten und damit sein Werk fortzusetzen. Lynn war Jeffs Frau, weshalb sich das Leben von Amanda in Lynns Händen befand. Stirbt Lynn, so würde Jeff Amanda töten, wie es dann auch geschah. Diesen Test habe sie nicht bestanden, da es ihr nicht um das Testen der Opfer ging, sondern um reine Mordlust. Denn sie war es, die die Fallen so verändert hatte, dass es keine Chance auf ein Entkommen gab. Auch habe sie nachgeholfen, die in dem Raum zurückgebliebene Person des ersten Teiles zu töten.
Während Lynn zu verbluten droht, stellt Jigsaw Jeff vor einen letzten Test: Er kann Jigsaw ermorden oder ihm vergeben. Jeff sagt, er würde ihm vergeben, grinst Jigsaw an und tötet ihn darauf mit einer Kappsäge, da er nur eine Patrone für die Pistole hatte. Damit löst er auch die Apparatur aus, die Lynn tötet – was er aber nicht wusste. Kurz vor seinem Tod spielt Jigsaw ein letztes Tonband ab, auf welchem er Jeff mitteilt, dass seine Tochter ebenfalls entführt wurde, nur Jigsaw weiß, wo sie sich befindet und sie nur noch wenig Luft zum Atmen habe. Dem Zuschauer wird gezeigt, dass sie in einem kleinen Raum eingesperrt ist. Um sie zu finden, müsse Jeff ein weiteres Spiel spielen. Als Jigsaw stirbt, schließen sich alle Türen des Raumes, in dem Jeff schreiend zurückbleibt. Es folgt eine Sequenz der schreienden Tochter.

## Hintergrund
- Die Dreharbeiten begannen am 8. Mai 2006 und endeten am 19. Juni 2006. Gedreht wurde im kanadischen Toronto.
- Kinostart in den USA war am 27. Oktober 2006, in Deutschland am 1. Februar 2007.
- Die Produktionskosten wurden auf 10 Millionen US-Dollar geschätzt. Der Film spielte an den Kinokassen weltweit rund 165 Millionen US-Dollar ein, davon ca. 80 Millionen US-Dollar in den Kinos der USA und rund 7,5 Millionen in den Kinos Deutschlands[2]
- Aufgrund des kommerziellen Erfolges von Saw III wurde bekanntgegeben, dass man mit Saw IV, Saw V und Saw VI drei weitere Fortsetzungen plant. Man wolle Saw zu einer jährlichen Institution machen und jedes Jahr am Wochenende vor Halloween in den Kinos der USA einen weiteren Teil veröffentlichen.
- Für den Waschraum in Saw III wurde die Kulisse aus dem Film Scary Movie 4 verwendet, welcher eine Parodie zu Saw beinhaltet. Der Grund dafür war, dass es günstiger war diesen zu verwenden, als erneut eine Nachbildung anzufertigen, erklärte Regisseur Darren Lynn Bousman im Audio-Kommentar der DVD.
- Am 7. September 2007 wurde der Film in mehreren Fassungen in Deutschland auf DVD veröffentlicht. Die DVD erschien in Deutschland nicht in der Unrated-Fassung, da die SPIO/JK für diese Fassung ein „Strafrechtlich bedenklich“ ausgestellt hat. Kinowelt veröffentlichte eine exklusive Österreich-Auflage des Films, welche gleichzeitig zur deutschen erschienen ist, mit dem Unterschied, dass diese als einzige die Unrated-Fassung beinhaltet. Die Fassungen, die erschienen sind:
  - In Deutschland: zwei gekürzte FSK-geprüfte Fassungen („Keine Jugendfreigabe“ und „ab 16 Jahren“), sowie eine auf der Kinofassung basierende, mittlerweile von der BPjM indizierte SPIO/JK-geprüfte Fassung (R-rated). Letztere ist auch in einer limitierten Buch-Collector’s-Edition erhältlich.
  - In Österreich: zusätzlich eine gänzlich von der FSK oder SPIO ungeprüfte Fassung als Buch-Collectors-Edition (auf 30.000 Exemplare limitiert) veröffentlicht (Unrated). Diese DVD wurde allerdings im August 2007 indiziert und stand auf Liste B. Nachdem ein Gericht den Film begutachtet hatte, wurde der Film als strafrechtlich unbedenklich eingestuft und auf Liste A umgetragen.
  - In Frankreich wurde eine Spezial-Edition auf DVD veröffentlicht, welche die Aufschrift „16“ trägt, es handelt sich hierbei um eine Ausgabe in originaler Sprache sowie auf Französisch, in dieser Fassung ist der Film 103 Minuten lang.

Nähere Informationen hierzu auf www.schnittberichte.com

## Synchronisation
Die deutsche Synchronfassung des Films entstand unter Cinephon unter der Dialogregie und dem Dialogbuch von Bernd Rumpf.
| Rolle              | Darsteller      | Synchronsprecher   |
| ------------------ | --------------- | ------------------ |
| John Kramer/Jigsaw | Tobin Bell      | Bodo Wolf          |
| Amanda Young       | Shawnee Smith   | Gundi Eberhard     |
| Dr. Lynn Denlon    | Bahar Soomekh   | Cathlen Gawlich    |
| Jeff Denlon        | Angus Macfadyen | Wolfgang Wagner    |
| Mark Hoffman       | Costas Mandylor | Thomas Nero Wolff  |
| Det. Allison Kerry | Dina Meyer      | Cathrin Vaessen    |
| Det. Eric Matthews | Donnie Wahlberg | Torsten Michaelis  |
| Chris              | Alan van Sprang | Johannes Berenz    |
| Jill Tuck          | Betsy Russell   | Isabella Grothe    |
| Corbett Denlon     | Niamh Wilson    | Jamie Lee Blank    |
| Danica             | Debra McCabe    | Isabelle Schmidt   |
| Deborah            | Kim Roberts     | Almut Zydra        |
| Officer Rigg       | Lyriq Bent      | Jan-David Rönfeldt |
| Richter Halden     | Barry Flatman   | Frank-Otto Schenk  |
| Tim                | Mpho Koaho      | Julien Haggège     |
| Troy               | J. LaRose       | Thomas Schmuckert  |
| Adam Stanheight    | Leigh Whanell   | Kim Hasper         |

## Kritiken
„Widerwärtiger Gewalt- und Ekelfilm, der mangelnde filmerzählerische Kompetenz durch ins Lächerliche abgleitende Splatter-Effekte wettzumachen versucht.“

„In Rückblenden wird das Leben von Jigsaw und seine Beziehung zu Amanda beleuchtet, auch werden die Hintergründe zu fast allen Schlüsselszenen der beiden ersten Filme dargestellt. Diese Flashbacks ergeben allerdings nur einen Sinn, wenn man die Teile eins und zwei kennt. Sonst ist der Zuschauer so aufgeschmissen, als stiege er mitten in eine Staffel von ‚24‘ oder ‚Lost‘ ein. ‚Saw III‘ ist so etwas wie ein Nachschlagewerk für die gesamte Trilogie. Nur leider sind die wenigsten Lexika so spannend wie ein Roman. Regisseur Darren Lynn Bousman, der auch Teil zwei inszenierte, ist überfordert mit den ständigen Rückblenden. Sie stören das Tempo und vor allem die Spannung des gesamten Films.“

„Selbst die grenzwertig brutalen Szenen in Eli Roths Folterspektakel ‚Hostel‘ reihten sich im Vergleich zu Darren Lynn Bousmans dumpfbackigem Schlachtfest in eine sinnvolle Dramaturgie ein, weil es Roth gelang, dem Zuschauer die eigene Abstumpfung schrittweise vor Augen zu führen. […] ‚Saw 3‘ dagegen weiß nichts von solchen Erzähltricks, perspektivischen Verschiebungen oder Reflexionen über Gewalt. An Zynismus nicht zu überbieten ist die in den ‚Saw‘- Filmen regelmäßig aufgestellte Behauptung, Jigsaws Folterspiele könnten den Akteuren – und womöglich auch den Filmzuschauern – den Wert des eigenen Lebens vor Augen führen. Dazu bedürfte es jedoch eines Moralisten vom Rang eines Hitchcock oder Michael Haneke. Die ‚Saw‘-Macher sind dagegen Dilettanten, die meinen, die Exzesse von Guantanamo und Abu Ghraib unreflektiert ins Kino transportieren zu können. Diese Mischung aus Fantasiearmut und purem Geschäftskalkül ist nicht nur nach-, sondern auch fahrlässig. Dabei steht nicht die Nachahmungsgefahr im Vordergrund, sondern die Tatsache, dass Empathie wegtrainiert werden kann. Wer regelmäßig solche Filme konsumiert, der verschließt auch bei alltäglicher Gewalt die Augen.“

„Die in einem Monat Drehzeit komplett in Toronto entstandene zweite Fortsetzung legt nicht den geringsten Wert auf eine zusammen hängende Erzählung. Der Zuschauer muss sich nicht nur dem aus Teil 1 und 2 bekannten überschnellen Schnitt stellen, sondern nun beginnen auch noch in schöner (und überflüssiger) Regelmäßigkeit die Rückblenden auf die ersten beiden Saw-Teile. […] Folterexzesse als vermeintlich wirksames Mittel, um Filmfiguren und womöglich auch noch Zusehern den Wert des Lebens zu erklären, ist nicht mehr als eine zynische Verkaufsmasche; wenn dabei allerdings noch jedes erzählerische Geschick fehlt, ist dem Endprodukt nicht mehr zu helfen.“

## Auszeichnungen
Der Film war für einen Saturn Award und einen Teen Choice Award nominiert. Tobin Bell war für die MTV Movie Awards 2007 in der Kategorie Bester Filmbösewicht nominiert.

## Fortsetzungen
- 2007: Saw IV, unter der Regie von Darren Lynn Bousman.
- 2008: Saw V, unter der Regie von David Hackl.
- 2009: Saw VI, unter der Regie von Kevin Greutert.
- 2010: Saw 3D – Vollendung, unter der Regie von Kevin Greutert.